# Samuił Ignat
Samuił Iosifowicz Ignat (ros. Самуил Иосифович Игнат, ur. 1898 w Odessie, zm. 26 listopada 1937) – radziecki działacz partyjny i komsomolski.

## Życiorys
Urodzony w rodzinie żydowskiej, początkowo działał w partii mienszewików, a w 1919 wstąpił do partii bolszewickiej RKP(b). W 1919 członek Biura Odeskiego Podziemnego Gubernialnego Komitetu Komsomołu Ukrainy, od 1920 członek KC Komsomołu Ukrainy, 1920-1922 sekretarz KC Komsomołu Ukrainy. Od 1928 redaktor "Listka RKI ZSRR, od 1929 pracował w Centralnej Komisji Kontrolnej WKP(b), od 13 lipca 1930 do 26 stycznia 1934 członek Centralnej Komisji Kontrolnej WKP(b), 1934-1937 zastępca szefa Głównego Zarządu Gospodarki Energetycznej Ludowego Komisariatu Przemysłu Ciężkiego ZSRR. 7 lipca 1935 odznaczony Orderem Czerwonego Sztandaru Pracy.
14 marca 1937 aresztowany, 25 listopada 1937 skazany na śmierć przez Wojskowe Kolegium Sądu Najwyższego ZSRR pod zarzutem kierowania antyradziecką organizacją terrorystyczną w Głównym Zarządzie Gospodarki Energetycznej, następnego dnia rozstrzelany. 31 marca 1956 pośmiertnie zrehabilitowany.